# 53053 Sabinomaffeo
53053 Sabinomaffeo este o planetă minoră (asteroid) din centura de asteroizi. A fost descoperită pe 12 decembrie 1998 la osservatorio astronomico della Montagna Pistoiese⁠(d) de Maura Tombelli⁠(d). 
Obiectul prezintă o orbită caracterizată de o semiaxă mare de 2,3703154440363 UAi, o excentricitate de 0,057004743744884, o înclinație de 1,50330764188 ° în raport cu ecliptica.